# Черніна-Дольна
Черніна-Дольна (пол. Czernina Dolna) — село в Польщі, у гміні Ґура Ґуровського повіту Нижньосілезького воєводства.
Населення — 292 особи (2011).
У 1975-1998 роках село належало до Лешненського воєводства.

## Демографія
Демографічна структура станом на 31 березня 2011 року:
|          | Загалом | Допрацездатний вік | Працездатний вік | Постпрацездатний вік |
| -------- | ------- | ------------------ | ---------------- | -------------------- |
| Чоловіки | 154     | 50                 | 91               | 13                   |
| Жінки    | 138     | 23                 | 90               | 25                   |
| Разом    | 292     | 73                 | 181              | 38                   |